# Pagan's Mind
I Pagan's Mind sono un gruppo progressive metal norvegese.

## Formazione

### Formazione attuale
- Nils K. Rue - voce
- Jorn Viggo Lofstad - chitarra
- Steinar Krokmo - basso
- Ronny Tegner - tastiere
- Stian Kristoffersen - batteria

### Ex componenti
- Thorstein Aaby - chitarra - deceduto il 24 luglio 2007

## Discografia

### Album in studio
- 2000 - Infinity Divine
- 2002 - Celestial Entrance
- 2004 - Infinity Divine (registrato nuovamente con bonus track)
- 2005 - Enigmatic: Calling
- 2007 - God's Equation
- 2011 - Heavenly Ecstasy

### Album live
- 2009 - Live Equation
- 2015 - Full Circle - Live at Center Stage